# Иваново (Виљево)
Иваново (до 1991. године Гложђе) је насељено место у саставу општине Виљево у Осјечко-барањској жупанији, Република Хрватска.

## Историја
До територијалне реорганизације у Хрватској налазило се у саставу старе општине Доњи Михољац.

## Становништво
На попису становништва 2011. године, Иваново је имало 290 становника.

## Попис 1991.
На попису становништва 1991. године, насељено место Гложђе је имало 454 становника, следећег националног састава:
| Попис 1991.‍ | Попис 1991.‍ | Попис 1991.‍ | Попис 1991.‍ | Попис 1991.‍ |
| ----------- | ----------- | ----------- | ----------- | ----------- |
|             |             |             |             |             |
| Срби        | Срби        |             | 431         | 94,93%      |
| Хрвати      | Хрвати      |             | 10          | 2,20%       |
| Југословени | Југословени |             | 7           | 1,54%       |
| Мађари      | Мађари      |             | 1           | 0,22%       |
| непознато   | непознато   |             | 5           | 1,10%       |
| укупно: 454 |             |             |             |             |